# Astana Open 2020
L'Astana Open è stato un torneo di tennis giocato nei campi in cemento al coperto. È stata la prima edizione del torneo, facente parte della categoria ATP Tour 250 nell'ambito dell'ATP Tour 2020. Il torneo si è giocato al National Tennis Centre di Nur-Sultan, in Kazakistan, dal 26 ottobre al 1º novembre 2020. È stato organizzato a seguito delle tante cancellazioni dovute alla pandemia di COVID-19.

## Partecipanti al singolare

### Teste di serie
| Nazionalità | Giocatore         | Ranking* | Testa di serie |
| ----------- | ----------------- | -------- | -------------- |
| Francia     | Benoît Paire      | 27       | 1              |
| Serbia      | Miomir Kecmanović | 39       | 2              |
| Francia     | Adrian Mannarino  | 41       | 3              |
| Australia   | John Millman      | 44       | 4              |
| Stati Uniti | Tennys Sandgren   | 48       | 5              |
| Kazakistan  | Aleksandr Bublik  | 51       | 6              |
| Stati Uniti | Tommy Paul        | 59       | 7              |
| Australia   | Jordan Thompson   | 60       | 8              |

* Ranking al 19 ottobre 2020.

### Altri partecipanti
I seguenti giocatori hanno ricevuto una wild card per il tabellone principale:
- Dmitry Popko
- Andreas Seppi
- Timofej Skatov

Il seguente giocatore è entrato in tabellone con il ranking protetto:
- Mackenzie McDonald

I seguenti giocatori sono passati dalle qualificazioni:

- Damir Džumhur
- Aslan Karacev
- Emil Ruusuvuori
- Yūichi Sugita

### Ritiri
Prima del torneo
- Pablo Andújar → sostituito da  Michail Kukuškin
- Laslo Đere → sostituito da  Federico Delbonis
- Richard Gasquet → sostituito da  Radu Albot
- Juan Ignacio Londero → sostituito da  João Sousa
- João Sousa → sostituito da  Jahor Herasimaŭ
- Gilles Simon → sostituito da  Mackenzie McDonald

## Partecipanti al doppio

### Teste di serie
| Nazione       | Giocatore      | Nazione   | Giocatore      | Ranking* | Testa di serie |
| ------------- | -------------- | --------- | -------------- | -------- | -------------- |
| Belgio        | Sander Gillé   | Belgio    | Joran Vliegen  | 79       | 1              |
| Australia     | Max Purcell    | Australia | Luke Saville   | 79       | 2              |
| Nuova Zelanda | Marcus Daniell | Austria   | Philipp Oswald | 85       | 3              |
| Giappone      | Ben McLachlan  | Croazia   | Franko Škugor  | 86       | 4              |

* Ranking aggiornato al 19 ottobre 2020.

### Altri partecipanti
Le seguenti coppie hanno ricevuto una wild card per il tabellone principale:
- Andrej Golubev /  Oleksandr Nedovjesov
- Mohamed Safwat /  Denis Yevseyev

La seguente coppia è entrata in tabellone con il ranking protetto:
- Mackenzie McDonald /  Tommy Paul

### Ritiri
Durante il torneo
- Nikola Ćaćić
- Marcelo Demoliner
- Jonathan Erlich
- Andrėj Vasileŭski

## Punti e montepremi
| Torneo              | V       | F       | SF     | QF     | 2T     | 1T     | Q    | Q2     | Q1     |
| Singolare           | 250     | 150     | 90     | 45     | 20     | 0      | 12   | 6      | 0      |
| Premi in denaro ($) | $13 410 | $11 210 | $9 135 | $7 480 | $6 650 | $5 455 | N.D. | $2 665 | $1 385 |
| Doppio              | 250     | 150     | 90     | 45     | N.D.   | 0      | N.D. | N.D.   | N.D.   |
| Premi in denaro ($) | $6 080  | $5 040  | $4 030 | $3 230 | N.D.   | $2 650 | N.D. | N.D.   | N.D.   |

## Campioni

### Singolare
John Millman ha sconfitto in finale  Adrian Mannarino con il punteggio di 7-5, 6-1.
- È il primo titolo in carriera per Millman.

### Doppio
Sander Gillé /  Joran Vliegen hanno sconfitto in finale  Max Purcell /  Luke Saville con il punteggio di 7-5, 6-3.